# Crazy in Love (비욘세의 노래)
"Crazy in Love"는 미국의 알앤비 가수 비욘세의 노래로 미국이 랩퍼 제이Z가 피처링으로 참여했다. 이 노래는 비욘세의 솔로 데뷔 싱글로 데뷔 앨범 Dangerously in Love의 첫 싱글이기도 하다. 노래의 후렴구 부분은 The Chi-Lites의 1970년대 노래 "Are You My Woman (Tell Me So)"을 샘플링 한 것이다.
"Crazy in Love"는 앨범의 리드 싱글로 2003년 4월 28일 컬럼비아 레코드를 통해 발매되었으며, 이 곡은 미국을 비롯한 영국 차트를 휩쓸었다. 또한 세계 여러 나라에서 10위권 안에 진입했다. 이 싱글은 첫 주 193,110장을 팔아치웠다. "Crazy in Love"는 비평가들에게도 좋은 호평을 받으며, 여러 시상식에서 상을 휩쓸기도 했다. 2009년에 영국 잡지 NME에서는 이 노래를 10년간 최고의 노래로 뽑았다. 《피치포크 미디어》에서도 2000년대 탑 500 트랙 순위 중 4위에 선정되었고, 《데일리 텔레그래프》가 뽑은 순위에서도 7위에 해당했으며, Slant Magazine이 뽑은 10년간 탑 100 싱글 리스트에서 6위에 올랐다. 제46회 그래미 상에서는 최우수 알앤비 노래와 최우수 랩 콜라보레이션을 수상받았다. "Crazy in Love"는 《롤링 스톤》이 2010년에 발표한 모든 시간 그레이트 500 노래 중 118번째로 뽑히기도 했다.

## 트랙 리스트
Krazy In Luv EP
1. "Crazy in Love" – 3:56
2. "Krazy In Luv" (Adam 12 So Crazy Remix) - 4:29
3. "Krazy In Luv" (Rockwilder Remix) - 4:12

유러피안 CD 싱글
1. "Crazy in Love" – 4:09
2. "Crazy in Love" (Without Rap) – 3:43

유러피안 맥시-CD 싱글
1. "Crazy in Love" (Single Version) – 4:11
2. "Summertime" feat. P. Diddy - 3:53
3. "Krazy In Luv" (Maurice's Nu Soul Remix) - 6:27
4. "Krazy In Luv" (Rockwilder Remix) - 4:12
5. "Crazy in Love" (Enhanced Musicvideo)

영국 싱글
1. "Crazy in Love" – 3:56
2. "Summertime" - 3:52
3. "Krazy In Luv" (Maurice's Nu Soul Remix) - 6:29

## 공식 버전
1. "Crazy in Love" – 3:56
2. "Crazy in Love" (Without Rap) / (No Rap Version) – 3:43
3. "Krazy In Luv" (Maurice's Nu Soul Remix) - 6:29
4. "Krazy In Luv" (Adam 12 So Crazy Remix) - 4:29
5. "Krazy In Luv" (Rockwilder Remix) - 4:12

## 10년간 차트
| 10년간 차트(2000–2009) | 순위 |
| ---------------------- | ---- |
| 미국 빌보드 핫 100     | 40   |